# 빌단 아타세베르
빌단 아타세베르(튀르키예어: Vildan Atasever, 1981년 7월 26일 ~ )는 튀르키예의 배우이다. 2015년 안탈리아 국제 영화제에서 베르테 베르케트와 함께 황금오렌지상 여우주연상을 공동수상했다. 드라마 《무흐테솀 유즈이을: 쾨셈》에서는 휘마샤 술탄 역을 맡았다.